# Миодраг Остојић
Миодраг Остојић (Београд, 7. јул 1946) кардиолог и професор је на Медицинском факултету у Београду. Редовни члан Српске академије наука и уметности и инострани члан Академије наука и умјетности Републике Српске од 2008. године.

## Биографија
Основну и средњу школу завршио је у родном граду. Дипломирао је 1971. године на Медицинском факултету у Београду, а затим се запослио на Интерној Б клиници. Специјалистички испит из интерне медицине положио је 1977. године, а исте године и нострификациони испит за SAD (ECFMG). Магистеријум из кардиологије одбранио је 1975. године, докторирао је 1982. године на Медицинском факултету у Београду одбраном дисертације "Сегментна анализа функције леве срчане коморе код болесника са коронарном болешћу". Прошао је наставна звања од асистента до редовног професора интерне медицине (ужа специјализација кардиологија) на Медицинском факултету у Београду. Двије године (1985.–1986) био је гостујући асистент професор на Медицинском колеџу у Хјустону.
Обављао је руководеће дужности на Медицинском факултету у Београду и Клиничком центру Србије.
Одржавао је наставу из кардиологије за студенте, супспецијализанте из кардиологије и постдипломце. Био је ментор 17 магистарских теза, четири супспецијалистичка рада и 18 докторских дисертација. Учествовао је у многим истраживачким пројектима.
Обављао је сљедеће дужности: начелник Клинике за кардиологију Института за кардиоваскуларне болести Клиничког центра Србије; шеф Катедре постдипломске наставе из кардиологије на Медицинском факултету Универзитета у Београду; предсједник Удружења кардиолога Србије; предсједник Serbian Heart Foundation; директор Клинике за дијагностику и ванболничко лијечење Института за кардиоваскуларне болести Клиничког центра Србије; руководилац радне групе за кардиоваскуларне болести Националног комитета за водиче добре клиничке праксе Србије; предсједник Удружења кардиолога Србије и Црне Горе; предсједавајући Радне групе за интервентну кардиологију Удружења кардиолога Србије и Црне Горе; предсједавајући Радне групе за интервентну кардиологију удружења кардиолога Србије.
Главне области истраживања су му: катетеризација срца и интервентна кардиологија; ехокардиографија стрес-ехокардиографски тест и дипиридамол-ехокардиографски тест; анализа кретања сегмента зида лијеве коморе код коронарне болести срца. Био је сарадник у епидемиолошкој студији о коронарној болести срца у седам земаља (главни истраживач Ancel Keys SAD).
У оквиру практичне и научноистраживачке дјелатности у рутинску примјену у Институту за кардиоваскуларне болести Клиничког центра у Београду увео је више од 20 дијагностичких и терапеутских поступака међу којима: мјерење ударног волумена срца методом по Фику (1973); интракоронарна фибринолиза употребом стрептокиназе (1984); транслуминална коронарна ангиопластика код хроничних болесника (1984); транслуминална ангиопластика бубрежне артерије и периферних артерија (1984); РТСА код пацијената са акутним инфарктом миокарда (1985); дилатација стенозе залистака артерије пулмоналис (1986); стрес-ехокардиографски тест и дипиридамол, добутамин и аденозин-ехокардиографски тест (1987); дисекциона коронарна атеректомија (1990); дисекциона атеректомија периферних артерија; уградња интракоронарних стентова (1990); интра-васкуларни ултразвук коронарних артерија и периферних артерија (1990).
Своја искуства у клиничким истраживањима објавио је у великом броју студија. Публиковао је сам или са сарадницима 400 радова у цјелини (90 на српском језику) и 800 сажетака на српском и енглеском језику. Аутор, коаутор и уредник је у око 100 књига, монографија и уџбеника. Његови радови су цитирани 1768 пута у Science Citation Index database. Цитиран у многобројним уџбеницима кардиологије: Braunwald; Textbook of Cardiovascular medicine, Toopol; Textbook of Echocartiography, Oto, Testbook of Echocardiography, Fagenbaum.
Организатор је 28 скупова у Србији (конгреса, симпозијума, округлих столова) са међународним учешћем.
Позивани предавач у иностранству био је 102 пута (Палермо, Барселона, Рим, Лион, Новосибирск, Вашингтон, Тбилиси, Минхен, Напуљ, Сингапур, Кобе (Јапан), Виндбер (САД), Париз, Лондон, Атина, Сегедин, Беч, Лариса, Ђенова, Дубровник, Питсбург, Бања Лука, Будимпешта, Порторож, Софија, Хамбург, Букурешт, Истанбул, Ферара, Праг, Варшава, Дака, Солун, Стокхолм, Бело Хоризонте, Фиренца, Ница, Сеул, Хјустон, Сардиниа, Берлин, Пиза, Балатон.
Уредник или члан уређивачких одбора био је у часописима: Europen Echocardiography Journal; Ultrasound in medicine Biomed Electronis Journal Editer for stress tеsting (glavni urednik E. Picano), Кардиологија, Србија; Хало 94, Србија; The Journal of the America Medical Association (JAMA), српско издање.
Био је рецензент сљедећих часописа: Cirkulation; Journal Ame¬ri¬can College of Cardiology; American Journal of Cardiology; European Heart journal; European Journal of Echocardiography; Ultrasound in medicine, Biomed Electronis, Journal; Europen Heart Failure Journal; Heart.
За свој рад добитник је сљедећих признања: Награда Српског лекарског друштва 1992; Грамата Српског Патријарха Павла 1998 и 2002; Награда Карић фондације за област научног и истраживачког рада 1997; Министарства за науку Републике Србије (2004); Хипократово признање Удружења кардиолога Републике Српске, Босне и Херцеговине 2005; Годишња награда за увођење примарних перкутаних коронарних интервенција 2006.
Члан је Европског удружења кардиолога; Америчког колеџа за кардиологију; Међународног удружења кардиолога; Удружења за кардиоваскуларну ангиографију и интервенције; предсједник Удружења кардиолога Србије; предсједник Serbian heart Foundation; предсједник Удружења кардиолога Србије и Црне Горе; гостујући професор Academian N. Kipshidze Central University Clinic, Tbilisi, Georgia; члан Српског лекарског друштва и његове Академије; члан Савеза српских и грчких лекара; члан Тексашког кардиолошког друштва.
Сарадњу са Републиком Српском почео је за вријеме рата учешћем на конгресима ратне медицине. Готово сви кардиолози Републике Српске едуковали су се код професора Остојића, што је резултирало оснивањем Одјелења за интервентну кардиологију у Клиничком центру Бања Лука. Учествовао је у оснивању Удружења кардиолога Републике Српске и Националног комитета за превенцију кардиоваскуларних обољења. Остварио је веома плодну сарадњу са Одјељењем медицинских наука АНУРС још од његовог оснивања. Био је члан Комисије за избор дописних чланова Одјељења медицинских наука АНУРС.

## Књиге
- J. Young, M. Quinones, A. Waggoner, M. Ostojić, .L Ribeiro, R. Miller. Pulsed Doppler echocardiography assessment of left sided valvular insuficiency, diagnostic accuracy of the time interval histogram. In: Noninvasive methods in Cardiology. Plenum: New York, 1979.
- S. Nedeljković, M. Ostojić, D. Bošković, V. Kujačcić, P. Seferović. Chazov, Smirnov, Oganov, ур. (1983). „Invasive diagnostics in rheumatic heart disease”. Cardiology, an international perspective. Plenum: New York. стр. 791—800..
- S. Nedeljković, M. Ostojić, M. Vukotić, M. Grujić. Trends of coronary artery disease in Yugoslavia. Ed: H. Toshima and H. Blackburn. In: Lessons for science from the 7 Countries Study. .
- M. Ostojić, A. Đorđević-Dikić. Adenosine echocardiography. In book: Stress echocardiography, 3ed. Ed: Picano E. 117–121.
- M. Ostojić, Klinička kardiovaskularna farmakologija, IV izdanje. Urednici Tomislav Kazić, Miodrag Ostojić. Beograd 2004.
- M. Ostojić, V Kanjuh, Ateroskleroza, Klinicka kardiovaskularna farmakologija, IV izdanje. Urednici Tomislav Kazić, Miodrag Ostojić, Beograd. 149–176.
- M. Ostojić, Srčana insuficijencija i principi terapije, Klinička kardiovaskularna farmakologija, IV izdanje. Urednici Tomislav Kazić, Miodrag Ostojic, Beograd. 449–470.
- A. Đorđević Dikić, M. Ostojić, Koronarna bolest. Iznenadna srčana smrt u sportu, I izdanje. Urednik Dikić Nenad, izdavač Udruženje za medicinu sporta Srbije, Beograd. 74–83.
- J. Stepanović, M. Ostojić, Produženi QT sindrom –stres i iznenadna srčana smrt. Iznenadna srčana smrt u sportu, I izdanje. Urednik Dikić Nenad, izdavač Udruženje za medicinu sporta Srbije, Beograd. 84–89.
- M. Ostojić, V. Vukčević, E. Picano, Stress echo in percutaneous coronary interventions-should anything be changed in the drug-eluting stent era? Clombo’s Tips and Tricks with Drug-eluting Stents, II izdanje. Urednici Colombo Antonio, Goran Stankovic. Izdavač Taylor & Francis, London. 219–230

## Часописи
- Quinones, M. A.; Young, J. B.; Waggoner, A. D.; Ostojic, M. C.; Ribeiro, L. G.; Miller, R. R. (1980). „Assessment of pulsed Doppler echocardiography in detection and quantification of aortic and mitral regurgitation”. British Heart Journal. 44 (6): 612—620. PMC 482457 . PMID 7459144. doi:10.1136/hrt.44.6.612..
- V. Bošnjaković, S. Pavlović, Lj. Božinović, M. Grujić, M. Ostojić, S. Nedeljković. A cardiac-lung activity method for quantitative interpretation of 201-Tl scans. In: Radioaktive isotope in klink und forschung, Herausgegeben von Rudolf Hofer und Helmar Bergman. Verlag H. Egermann. 781–792.
- S. Simeunović, V. Kanjuh, V. Mujović, M. Ostojić. Hypertension pulmonaire dans les maladies cardiaques congenitales (Pulmonary hypertension in congenital heart disease). Archives de l'union medicale balkanique 1987; XXV (1-4): 287-289.
- J. Vasiljević, V. Kanjuh, P. Seferović, S. Nedeljković, M Ostojić. Valeur et limites de la biopsie endomyocardiaque (Value and limits of endomyocardial biopsy). Archives de l'union medicale balkanique 1987; XXV (1-4): 117–119.
- Z. Krajcer, R. Leachman, D. Cooley, M. Ostojić, R. Cornado. „Mitral valve replacement and septal myomectomy in hypertrophic cardiomyopathy; ten-year follow up in 80 patients”. Circulation. 78 (Suppl 1). 1988.: I35–I43.
- Z. Vasiljević, S. Stepanović, M. Prostran, R. Dotlić, M. Ostojić, V. Varagić, P. Seferović. „Cathecholamines content in venous blood determined by COMT-enzymatic method in healthy man and in patients with coronary artery disease”. Yugoslav Physiol Pharmacol Acta. 24 (Suppl 6). 1988.: 483.
- Z. Vasiljević, S. Stepanović, M. Prostran, R. Dotlić, M. Radotić, M Ostojić, P Seferovic, V Varagić. „Cathecholamines during hyperventilation test in patients with unstable angina pectoris”. Yugoslav Physiol Pharmacol Acta. 25 (Suppl 7): 153—154. 1989..
- Ostojic, M. C.; Young, J. B.; Hess, K. R. (1989). „Prediction of left ventricular ejection fraction using a unique method of chest x-ray and ECG analysis: A noninvasive index of cardiac performance based on the concept of heart volume and mass interrelationship”. Am Heart J. 117 (3): 590—598. PMID 2919538. doi:10.1016/0002-8703(89)90733-3..
- E. Picano, F. Lattanzi, A. Orlandini, G. Seveso, M. D'Urbano, P. Landi, M. Raciti, M. Ostojić, L. Agati, C. Marini,, on behalf of the EPIC study group. „Dipyridamole stress echocardiography”. Coronary Artery Disease. 2: 559—563. 1991..
- Picano, E.; Marini, C.; Pirelli, S.; Maffei, S.; Bolognese, L.; Chiriatti, G.; Chiarella, F.; Orlandini, A.; Seveso, G.; Colosso, M. Q. (1992). „Landi, on behalf of EPIC Study Group: Safety of intravenous high-dose dipyridamole echocardiography”. American Journal of Cardiology. 70 (2): 252—258. PMID 1626516. doi:10.1016/0002-9149(92)91284-B..
- S. Nedeljković, M. Ostojić, M. Grujić, V. Josipović, A. Keys, A. Menotti, F. Seccareccia, M. Lanti, D. Kromhout. „Coronary heart disease deaths in 25 years. The experience in the three Serbian cohorts of the Seven countries study”. Acta Cardiologica. 1993.;XLVIII:11–24.
- Picano, E.; Landi, P.; Bolognese, L.; Chiarandà, G.; Chiarella, F.; Seveso, G.; Sclavo, M. G.; Gandolfo, N.; Previtali, M.; Orlandini, A. (1993). „Prognostic value of dipyridamole echocardiography early after uncomplicated myocardial infarction: A large-scale, multicenter trial. The EPIC Study Group”. The American Journal of Medicine. 95 (6): 608—618. PMID 8259778. doi:10.1016/0002-9343(93)90357-U..
- Ostojic, M.; Picano, E.; Beleslin, B.; Dordjevic-Dikic, A.; Distante, A.; Stepanovic, J.; Reisenhofer, B.; Babic, R.; Stojkovic, S.; Nedeljkovic, M. (1994). „Dipyridamole-dobutamine echocardiography: A novel test for the detection of milder forms of coronary artery disease”. Journal of the American College of Cardiology. 23 (5): 1115—1122. PMID 8144777. doi:10.1016/0735-1097(94)90599-1..
- Beleslin, B. D.; Ostojic, M.; Stepanovic, J.; Djordjevic-Dikic, A.; Stojkovic, S.; Nedeljkovic, M.; Stankovic, G.; Petrasinovic, Z.; Gojkovic, L.; Vasiljevic-Pokrajcic, Z. (1994). „Stress echocardiography in the detection of myocardial ischemia. Head-to-head comparison of exercise, dobutamine, and dipyridamole tests”. Circulation. 90 (3): 1168—1176. PMID 7916274. doi:10.1161/01.CIR.90.3.1168..
- Kromhout, D.; Nedeljkovic, S. I.; Grujic, M. Z.; Ostojic, M. C.; Keys, A.; Menotti, A.; Katan, M. B.; Van Oostrom, M. A.; Bloemberg, B. P. (1994). „Changes in major risk factors for cardiovascular diseases over 25 years in the Serbian Cohorts of the Seven Countries Study”. Int J Epidemiol. 23 (1): 5—11. PMID 8194923. doi:10.1093/ije/23.1.5..
- P. Seferović, M. Ostojić, R. Maksimović, J. Vasiljević, J. Marinković, V. Kanjuh, D. Seferović, S. Simeunović, A. Ristić, V. Sinnreich, V. Dangubić. „Endomyocardial biopsi: a meta-analysis of diagnostic value”. Postgrad Med J: 70. 1994.(suppl I): 21–28.
- S. Pavlović, Z. Petrašinović, D. Sobić, M. Ostojić, K. Kovačić, V. Bošnjak. „Value of dobutamine radionuclide ventriculography in the evaluation of left ventricular function after coronary angioplasty or atherectomy”. Hellenic J Cardiol. 36: 49—52. 1995..
- Ostojic, M.; Picano, E.; Beleslin, B.; Djordjevic-Dikic, A.; Distante, A.; Stepanovic, J.; Stojkovic, S.; Nedeljkovic, M.; Stankovic, G.; Saponjski, J.; Kanjuh, V.; l'Abbate, A.; Nedeljkovic, S. (1995). „Dipyridamole and dobutamine: Competitors or alies in pharmacological stress echocardiography”. European Heart Journal. 16 (suppl I): 26—30. PMID 8746934. doi:10.1093/eurheartj/16.suppl_J.26. Непознати параметар |DUPLICATE_volume= игнорисан (помоћ); Непознати параметар |DUPLICATE_issue= игнорисан (помоћ); Непознати параметар |DUPLICATE_pages= игнорисан (помоћ).

M. Ostojić, E. Picano, B. Beleslin, A. Đorđević-Dikić, A. Distante, J. Stepanović, S. Stojković, M. Nedeljković, G. Stanković, J. Saponjski, V. Kanjuh, A. L'Abbate, S. Nedeljković. .
- B. Beleslin, M. Ostojić, A. Đorđevic-Dikić, M. Nedeljković, G. Stanković, S. Stojković, J. Stepanović, Z. Petrašinović, J. Saponjski, V Kanjuh. „Simultaneous hemodynamic, echocardiographic and quantitative angiographic findings during adenosine stress tests”. Yugoslav Phisyol Pharmacol Acta. 31: 401—408. 1995..
- J. Stepanović, M. Ostojić, S. Stojković, B. Beleslin, A. Đorđević-Dikić, G. Stanković, M. Nedeljković, Z. Petrasinović, Z. Vasiljević, R. Dotlić, M. Gajić, V. Kanjuh. Does combination of high dose dipyridamole stress test and execise stress test improve diagnostic accuracy of single vessel coronary artery disease? Bulletin Academie Serbe des sciences et des arts 1995; CX(14):107–15.
- D. Kromhout, D. Jansen, S. Nedeljković, E. Feskens, M. Ostojić, M. Grujić, B. Bloemberg;  . (1995). „Coffee consumption, alcohol use, and cigarette smoking as determinants of serum total and HDL cholesterol in two Serbian cohorts of the Seven Countries Study”. Arterioscler Thromb Vasc Biol. 15 (11): 1793—7. PMID 7583557. doi:10.1161/ATVB.15v11.1793..
- Vasiljević, Z.; Dmitrović, R.; Naumović, Z.; Ostojić, M.; Radosavljević, M.; Karadzić, A.; Prostran, M.; Colić, M. (1996). „Common form of Lyme borreliosis carditis--complete heart block with syncope: Report on 3 cases”. Cardiology. 87 (1): 76—78. PMID 8631050. doi:10.1159/000177064..
- Vasiljević, Z.; Dmitrović, R.; Naumović, Z.; Ostojić, M.; Radosavljević, M.; Karadzić, A.; Prostran, M.; Colić, M. (1996). „Common form of Lyme borreliosis carditis--complete heart block with syncope: Report on 3 cases”. Cardiology. 87 (1): 76—78. PMID 8631050. doi:10.1159/000177064..
- Picano, E.; Ostojic, M.; Varga, A.; Sicari, R.; Djordjevic-Dikic, A.; Nedeljkovic, I.; Torres, M. (1996). „Combined low dose dipyridamole-dobutamine stress echocardiography to identify myocardial viability”. Journal of the American College of Cardiology. 27 (6): 1422—1428. PMID 8626953. S2CID 19054112. doi:10.1016/0735-1097(95)00621-4..
- Varga, A.; Ostojic, M.; Djordjevic-Dikic, A.; Sicari, R.; Pingitore, A.; Nedeljkovic, I.; Picano, E. (1996). „Infra-low dose dipyridamole test. A novel dose regimen for selective assessment of myocardial viability by vasodilator stress echocardiography”. European Heart Journal. 17 (4): 629—634. PMID 8733098. doi:10.1093/oxfordjournals.eurheartj.a014918..
- D. Kalimanovksa-Ostrić, M. Ostojić, P. Petrović, M. Krotin, V. Ostrić, D. Avramović. Unruptured congenital aneurysm of the right sinus of valsalva dissectione into the interventriculare septum. Tex (1996). Heart Inst. J. 23: 217—221. Недостаје или је празан параметар |title= (помоћ).
- Djordjevic-Dikic, A. D.; Ostojic, M. C.; Beleslin, B. D.; Stepanovic, J.; Petrasinovic, Z.; Babic, R.; Stojkovic, S. M.; Stankovic, G.; Nedeljkovic, M.; Nedeljkovic, I.; Kanjuh, V. (1996). „High dose adenosine stress echocardiography for noninvasive detection of coronary artery disease”. Journal of the American College of Cardiology. 28 (7): 1689—1695. PMID 8962553. S2CID 36284836. doi:10.1016/S0735-1097(96)00374-9..
- B. Beleslin, M. Ostojić, A. Đorđević-Dikić, M. Nedeljković, G. Stanković, S. Stojković, R. Babić, J. Stepanović, Z. Petrašinović, J. Marinković, Z. Vasiljević, V. Kanjuh (1997). „Coronary vasodilatation without myocardial erection: simyltaneous hemodynamic, echocardiographic and arteriographic findings during adenosine and dipyridamole infusaion”. European Heart Journal. 18 (7): 1166—1174. PMID 9243152. doi:10.1093/oxfordjournals.eurheartj.a015413.
- Mojsilović, Aleksandra; Popović, Miodrag; Amodaj, Nenad; Babić, Rade; Ostojić, Miodrag (1997). „Automatic segmentation of intravascular ultrasound images: A texture-based approach”. Annals of Biomedical Engeenering. 25 (6): 1059—1071. S2CID 42918410. doi:10.1007/BF02684141..
- E. Picano, M. Ostojić, F. Latanzi. Combining low-dose stress agents to assess myocardial viability, Cardiology Review, 14, pp. 26–30 1997.
- Picano, E.; Ostojic, M.; Sicari, R.; Baroni, M.; Cortigiani, L.; Pingitore, A. (1997). „Dipyridamole stress echocardiography: State of the art 1996. EPIC (Echo Persantin International Cooperative) Study Group”. European Heart Journal. 18: D16—D23. PMID 9183606. doi:10.1093/eurheartj/18.suppl_d.16..
- B. Beleslin, M. Ostojić, A. Đorđević-Dikić, R. Babić, M. Nedeljković, G. Stanković, J. Stepanović, J. Saponjski, Z. Petrasinović, S. Nedeljković, V. Kanjuh. (1999). „Integrated evaluation of relation between coronary lesion features and srtess echocardiography results: The importance of coronary lesion morphology”. Journal of the American College of Cardiology. 33 (3): 717—727. PMID 10080473. doi:10.1016/S0735-1097(98)00613-5..
- P. Seferović, R. Maksimović, A. Ristić, S. Stepanović, M. Ostojić, V. Kanjuh, D. Seferović, S. Simeunović, J. Vasiljević. Myocardial catecholamine and inotropic response in heart muscle diseases (1998). „Myocardial Catecholamines and Inotropic Response in Heart Muscle Disease”. Advances in Cardiomyopathies. Advances in Cardiomypathies. стр. 138—146. ISBN 978-88-470-2181-5. doi:10.1007/978-88-470-2155-6_19..
- Petrasinovic, Z.; Ostojic, M.; Beleslin, B.; Pavlovic, S.; Sobic, D.; Stojkovic, S.; Nedeljkovic, M.; Stankovic, G.; Djordjevic-Dikic, A.; Stepanovic, J.; Nedeljkovic, I.; Saponjski, J.; Obradovic, V.; Bosnjakovic, V. (2000). „Pharmacological radionuclide ventriculography for detection of myocardial contractile reserve in patients after myocardial infarction: Head-to-head comparison of low dose dobutamine and low dose dipyridamole”. Nuclear Medicine Review. 3 (2): 133—138. PMID 14600906..
- Ristić, Arsen D.; Maisch, Bernhard; Hufnagel, Günter; Seferovic, Petar M.; Pankuweit, Sabine; Ostojic, Miodrag; Moll, Roland; Olsen, Eckhardt (2000). „Arrhythmias in Acute Pericarditis an Endomyocardial Biopsy Study”. Herz. 25 (8): 729—733. PMID 11200120. doi:10.1007/PL00001990.
- Seferovic, P. M.; Ristić, A. D.; Maksimovic, R.; Ostojic, M.; Simeunovic, D.; Petrovic, P.; Maisch, B. (2000). „Flexible percutaneous pericardioscopy: Inherent drawbacks and recent advances”. Herz. 25 (8): 741—747. PMID 11200122. doi:10.1007/PL00001992..
- Stankovic, Goran; Manginas, Athanassios; Voudris, Vassilis; Pavlides, Gregory; Athanassopoulos, George; Ostojic, Miodrag; Cokkinos, Dennis V. (2000). „Prediction of Restenosis After Coronary Angioplasty by Use of a New Index”. Circulation. 101 (9): 962—8. PMID 10704161. doi:10.1161/01.CIR.101.9.962..
- Nedeljkovic, M. A.; Ostojic, M.; Beleslin, B.; Nedeljkovic, I.; Marinkovic, J.; Babic, R.; Stankovic, G.; Stojkovic, S.; Saponjski, J.; Djordjevic-Dikic, A.; Stepanovic, J.; Petrasinovic, Z.; Vukcevic, V.; Nedeljkovic, S.; Kanjuh, V. (2001). „The efficiency of ergonovine echocardiography in detection of angiographically assessed coronary vasospasm”. American Journal of Cardiology. 88 (10): 1183—7. PMID 11703968. doi:10.1016/S0002-9149(01)02058-6.
- Nedeljkovic, M. A.; Ostojic, M.; Beleslin, B.; Nedeljkovic, I. P.; Stankovic, G.; Stojkovic, S.; Saponjski, J.; Babic, R.; Vukcevic, V.; Ristic, A. D.; Orlic, D. (2001). „Dipyridamole-atropine-induced myocardial infarction in a patient with patent epicardial coronary arteries”. Herz. 26 (7): 485—8. PMID 11765483. S2CID 25332816. doi:10.1007/PL00002053..
- Sicari, R. (мај 2001). „The prognostic value of myocardial viability recognized by low dose dipyridamole echocardiography in patients with chronic ischaemic left ventricular dysfunction”. European Heart Journal. 22 (10): 837—44. PMID 11409375. doi:10.1053/euhj.2000.2322..
- Lewington, S.; Clarke, R.; Qizilbash, N.; Peto, R.; Collins, R.; Prospective Studies Collaboration (2002). „Age-specific relevance of usual blood pressure to vascular mortality: A meta-analysis of individual data for one million adults in 61 prospective studies”. Lancet. 360 (9349): 1903—13. PMID 12493255. doi:10.1016/S0140-6736(02)11911-8.
- M. Nedeljković, M. Ostojić, B. „Beleslin, Treatment of medically uncontrolled coronary artery spasm in the normal coronary artery with coronary stenting”. J Invasive Cardiol. 14: 10 635—5. 2002.
- Z. Petrašinović, M. Ostojić, B. Beleslin, S. Pavlović, D. Sobić-Saranović, A. Đorđević-Dikić, I. Nedeljković, S. Stojković, J. Marinkovic, J. Stepanović, M. Nedeljković, V. Vukčević, V. Obradović, V. „Bošnjaković, Prognostic value of myocardial viability determined by a 201Tl SPECT study in patients with previous myocardial infarction and mild-to-moderate myocardial dysfunction”. Nuclear Medicine Communications. 2: 175—181. 2003.
- Seferović, P. M.; Ristić, A. D.; Maksimović, R.; Tatić, V.; Ostojić, M.; Kanjuh, V. (2003). „Diagnostic value of pericardial biopsy: Improvement with extensive sampling enabled by pericardioscopy”. Circulation. 107 (7): 978—983. PMID 12600910. doi:10.1161/01.CIR.0000051366.97361.EA..
- A. Ristić, P. Seferović, A. Ljubić, I. Jovanović, G. Ristić, S. Pankuweit, M. Ostojić, B. Maisch (2003). „Pericardial Disease in Pregnancy”. Herz. 28 (3): 209—215. PMID 12756478. doi:10.1007/s00059-003-2470-3..
- Djordjevic-Dikic, Ana; Ostojic, Miodrag; Beleslin, Branko; Nedeljkovic, Ivana; Stepanovic, Jelena; Stojkovic, Sinisa; Petrasinovic, Zorica; Nedeljkovic, Milan; Saponjski, Jovica; Giga, Vojislav (2003). „Low-dose adenosine stress echocardiography: Detection of myocardial viability”. Cardiovasc Ultrasound. 1: 7. PMC 161807 . PMID 12812523. doi:10.1186/1476-7120-1-7 ..
- Vlahović, A.; Nesković, A. N.; Dekleva, M.; Putniković, B.; Popović, Z. B.; Otasević, P.; Ostojić, M. (2004). „Hyperbaric oxygen treatment does not affect left ventricular chamber stiffness after myocardial infarction treated with thrombolysis”. Am Heart J. 148 (1): 85. PMID 15215810. doi:10.1016/j.ahj.2004.02.009.
- M. Dekleva, A. Nesković, A. Vlahović, B. Putniković, B. Beleslin, M. Ostojić. „Adjunctive effect of hyperbaric oxygen treatment after thrombolysis on left ventricular function in patients with acute myocardial infarction”. Am Heart J. 148. 2004.:e14.)
- I. Mrdović, T. Jozić, M. ASanin, J. Perunicić, M. Ostojić (2004). „Myocardial Reinfarction in a Patient with Coronary Ectasia”. Cardiology. 102 (1): 32—34. PMID 15004454. doi:10.1159/000077000..
- Hadzievski, L.; Bojović, B.; Vukcević, V.; Belicev, P.; Pavlović, S.; Vasiljević-Pokrajcić, Z.; Ostojić, M. (2004). „A novel mobile transtelephonic system with synthesized 12-lead ECG”. Information Technology in Biomedicine, IEEE Transactions. 8 (4): 428—438. PMID 15615033. doi:10.1109/TITB.2004.837869.
- D. Popović, S. Mazić, A. Đorđević-Dikić, M. Dekleva Manojlović, S. Stojiljković, M. Ostojić, N. Dikić, S. Maličević, S. Velkovski, D. „Mitrović, Echocardiographic cardiac measurements in male elite basketball players of national level”. Vlaams Tijdschrift voor Sportgeneeskunde et. 98: 17—22. 2004..
- D. Popović, S. Mazić, A. Đorđević Dikić, M. Dekleva Manojlović, S. Stojiljković, M. Ostojić,

N. Dikić, D. NeSic, S. Maličević, S Velkovski, D Mitrović. „Cardiac function in elite male basketball players of national level”. Vlaams Tijdschrift voor Sportgeneeskunde et. 98: 23—26. 2004..
- M. Ostojić (2004). „Stress echo in the percutaneous coronary intervention era”. Cardiology International. 5: 105—106..
- J. Milisavljević, M. Ostojić, J. Marinković (2005). „Dipyridamole-Dobutamine Stress Echocardiography in Hypertension”. Herz. 30 (3): 215—222. PMID 15902372. doi:10.1007/s00059-005-2519-6..
- Asanin, Milika; Perunicic, Jovan; Mrdovic, Igor; Matic, Mihailo; Vujisic-Tesic, Bosiljka; Arandjelovic, Aleksandra; Vasiljevic, Zorana; Ostojic, Miodrag (2005). „Prognostic significance of new atrial fibrillation and its relation to heart failure following acute myocardial infarction”. Eur J Heart Fail. 7 (4): 671—6. PMID 15921810. doi:10.1016/j.ejheart.2004.07.018..
- Andreassi, M. G.; Cioppa, A.; Botto, N.; Joksic, G.; Manfredi, S.; Federici, C.; Ostojic, M.; Rubino, P.; Picano, E. (2005). „Somatic DNA damage in interventional cardiologists: A case-control study”. FASEB J. 19 (8): 998—9. PMID 15802491. doi:10.1096/fj.04-3287fje ..
- P. Hommerson, S. Nedeljković, O. Klungel, A. Boer, M. Ostojić, M. Grujić, N. Vojvodić, B. Bloemberg, D. Kromhout (2005). „Cardiovascular drug use and differences in the incidence of cardiovascular mortality in elderly Serbian men”. Pharmacy World & Science. 27 (2): 124—128. PMID 15999924. doi:10.1007/s11096-004-1559-y..
- Radovanovic, Mina Radosavljevic; Pokrajcic, Zorana Vasiljevic; Radovanovic, Nebojsa; Beleslin, Branko; Marinkovic, Jelena; Stankovic, Goran; Kostic, Jasna; Mitrovic, Predrag; Stefanovic, Branislav; Karadzic, Ana; Ostojic, Miodrag (2005). „Predictive Value of Biphasic Response During Dipyridamole Echocardiography Test in the Low-risk Group of Patients After Acute Myocardial Infarction”. J Am Soc Echocardiogr. 18 (12): 1355—61. PMID 16376766. doi:10.1016/j.echo.2005.05.003.
- Giga, V.; Ostojic, M.; Vujisic-Tesic, B.; Djordjevic-Dikic, A.; Stepanovic, J.; Beleslin, B.; Petrovic, M.; Nedeljkovic, M.; Nedeljkovic, I.; Milic, N. (2005). „Exercise-induced changes in mitral regurgitation in patients with prior myocardial infarction and left ventricular dysfunction: Relation to mitral deformation and left ventricular function and shape”. European Heart Journal. 26 (18): 1860—1865. PMID 16055492. doi:10.1093/eurheartj/ehi431..
- M. Radosavljević-Radovanović, Z. Pokrajcić, N. Radovanović, B. Beleslin, J. Marinković, G. Stanković, J. Kostić, P. Mitrović, B. Stefanović of the Workshop Operators (2006). „Complex Angioplasty up to Chronic Total Occlusion”. Herz. 31 (2): 156—164. PMID 16738840. doi:10.1007/s00059-006-2768-z..
- Morice, M. C.; Colombo, A.; Meier, B.; Serruys, P.; Tamburino, C.; Guagliumi, G.; Sousa, E.; Stoll, H. P.; REALITY Trial Investigators (2006). „Sirolimus- vs paclitaxel-eluting stents in de novo coronary artery lesions: The REALITY trial: A randomized controlled trial”. JAMA. 295 (8): 895—904. PMID 16493102. doi:10.1001/jama.295.8.895..
- Nedeljkovic, I.; Ostojic, M.; Beleslin, B.; Djordjevic-Dikic, A.; Stepanovic, J.; Nedeljkovic, M.; Stojkovic, S.; Stankovic, G.; Saponjski, J.; Petrasinovic, Z.; Giga, V.; Mitrovic, P. (2006). „Comparison of exercise, dobutamine-atropine and dipyridamole-atropine stress echocardiography in detecting coronary artery disease”. Cardiovasc Ultrasound. 4: 22. PMC 1475887 . PMID 16672046. doi:10.1186/1476-7120-4-22 ..
- Asanin, M.; Perunicic, J.; Mrdovic, I.; Matic, M.; Vujisic-Tesic, B.; Arandjelovic, A.; Vojvodic, A.; Marinkovic, J.; Ostojic, M.; Vasiljevic, Z. (2006). „Significance of recurrences of new atrial fibrillation in acute myocardial infarction”. Int J Cardiol. 109 (2): 235—40. PMID 16005995. doi:10.1016/j.ijcard.2005.06.009..
- D. Cokkinos, G. C. Haralabopoulos, J. B. Kostis, P. Toutouzas, K. Haralabopoulos;  . (2006). „Efficacy of antithrombotic therapy in chronic heart failure: the HELAS study (Serbia: M. Ostojić)”. Eur J Heart Fail. 8 (4): 428—32. PMID 16737850. doi:10.1016/j.ejheart.2006.02.012..
- Stefanovic, B. S.; Vasiljevic, Z.; Mitrovic, P.; Karadzic, A.; Ostojic, M. (2006). „Thrombolytic therapy for massive pulmonary embolism 12 hours after cesarean delivery despite contraindication?”. The American Journal of Emergency Medicine. 24 (4): 502—4. PMID 16787816. doi:10.1016/j.ajem.2005.12.003..
- Asanin, M.; Vasiljevic, Z.; Matic, M.; Vujisic-Tesic, B.; Arandjelovic, A.; Marinkovic, J.; Ostojic, M. (2007). „Outcome of patients in relation to duration of new-onset atrial fibrillation following acute myocardial infarction”. Cardiology. 107 (3): 197—202. PMID 16946597. doi:10.1159/000095417..
- Nedeljkovic, M. A.; Ostojic, M. C.; Beleslin, B. D.; Nedeljkovic, I.; Milic, N.; Vukcevic, V.; Stojkovic, S.; Saponjski, J.; Orlic, D.; Djordjevic-Dikic, A.; Stepanovic, J.; Giga, V.; Petrasinovic, Z.; Arandjelovic, A.; Beleslin, B.; Kanjuh, V. (2007). „Ergonovine-induced changes of coronary artery diameter in patients with nonsignificant coronary artery stenosis : Relation with lipid profile”. Herz. 32 (4): 329—35. PMID 17607540. doi:10.1007/s00059-007-2831-4.
- Prospective Studies Collaboration; Lewington, S.; Whitlock, G.; Clarke, R.; Sherliker, P.; Emberson, J.; Halsey, J.; Qizilbash, N.; Peto, R.; Collins, R. (1. 12. 2007). „Blood cholesterol and vascular mortality by age, sex, and blood pressure: A meta-analysis of individual data from 61 prospective studies with 55 000 vascular deaths”. Lancet. 370 (9602): 1829—39. PMID 18061058. doi:10.1016/S0140-6736(07)61778-4.
- I. Mrdović, L. Savić, J. Perunicić, M. Ašanin, R. Lasica, M. Jelena, M. Matić, Z. Vasiljević, M. Ostojić, Randomized active-controlled study comparing effects of treatment with carvedilol versus metoprolol in patients with left ventricular dysfunction after acute myocardial infarction Am Heart J. 154  (1):  116–22.
- S. Stojković, M. Ostojić, S. Saito, M. Nedeljković, B. Beleslin (2008). „A novel penetration device for severe stenosis or chronic total occlusion in coronary artery disese”. Herz. 33 (5): 377—381. PMID 18773159. doi:10.1007/s00059-008-3064-x..
- Hamilos, Michalis I.; Ostojic, Miodrag; Beleslin, Branko; Sagic, Dragan; Mangovski, Ljubco; Stojkovic, Sinisa; Nedeljkovic, Milan; Orlic, Dejan; Milosavljevic, Bratislav; Topic, Dragan; Karanovic, Nevena; Wijns, William (2008). „Differential Effects of Drug-Eluting Stents on Local Endothelium-Dependent Coronary Vasomotion”. Journal of the American College of Cardiology. 51 (22): 2123—9. PMID 18510958. doi:10.1016/j.jacc.2007.12.059..
- B. Beleslin, M. Ostojić, A. Đorđević-Dikić, V. Vukčević, S. Stojković, M. Nedeljković, G. Stanković, D. Orlić, N. Milić, J. Stepanović, V. Giga, J. Saponjski, The value of fractional and coronary flow reserve in predicting myocardial recovery in patients with previous myocardial infarction, European Heart Journal 2008
- Mitrovic, Predrag M.; Stefanovic, Branislav; Vasiljevic, Zorana; Radovanovic, Mina; Radovanovic, Nebojsa; Krljanac, Gordana; Rajic, Dubravka; Erceg, Predrag; Vukcevic, Vladan; Nedeljkovic, Ivana; Ostojic, Miodrag (2008). „The Timing of Infarction Pain in Patients with Acute Myocardial Infarction after Previous Revascularization”. The Scientific World JOURNAL. 8: 598—603. PMC 5848734 . PMID 18604443. doi:10.1100/tsw.2008.88 .
- Ostojic, Miodrag; Sagic, Dragan; Beleslin, Branko; Jung, Robert; Perisic, Zoran; Jagic, Nikola; Nedeljkovic, Milan; Mangovski, Ljupco; Milosavljevic, Bratislav; Stojkovic, Sinisa; Orlic, Dejan; Antonic, Zelimir; Miloradovic, Vladimir; Topic, Dragan; Paunovic, Dragica (2008). „First clinical comparison of Nobori –Biolimus A9 eluting stents with Cypher– Sirolimus eluting stents: Nobori Core nine months angiographic and one year clinical outcomes”. EuroIntervention. 3 (5): 574—579. PMID 19608483. doi:10.4244/EIJV3I5A103.
- Ostojic, M.; Sagic, D.; Jung, R.; Zhang, Y. L.; Nedeljkovic, M.; Mangovski, L.; Stojkovic, S.; Debeljacki, D.; Colic, M.; Beleslin, B.; Milosavljevic, B.; Orlic, D.; Topic, D.; Karanovic, N.; Paunovic, D.; Christians, U.; NOBORI PK Investigators (2008). „Christians on behalf of NOBORI PK Investigators, The Pharmacokinetics of Biolimus A9 After Elution From the Nobori Stent in Patients With Coronary Artery Disease: The NOBORI PK Study”. Catheterization and Cardiovascular Interventions. 72 (7): 901—908. PMC 2597665 . PMID 19016466. doi:10.1002/ccd.21775.
- Hamilos, M.; Sarma, J.; Ostojic, M.; Cuisset, T.; Sarno, G.; Melikian, N.; Ntalianis, A.; Muller, O.; Barbato, E.; Beleslin, B.; Sagic, D.; De Bruyne, B.; Bartunek, J.; Wijns, W. (2008). „Wijns, Interference of Drug-Eluting Stents With Endothelium-Dependent Coronary Vasomotion Evidence for Device-Specific”. Responses Circ Cardiovasc Intervent. 1 (3): 193—200. PMID 20031678. doi:10.1161/CIRCINTERVENTIONS.108.797928. Непознати параметар |DUPLICATE_pages= игнорисан (помоћ), 451–455

M. Hamilos, J. Sarma, M. Ostojić, T. Cuisset, G. Sarno, N. Melikian, A. Ntalianis, O. Muller, E. Barbato, B. Beleslin, D. Sagić, B. De Bruyne, J. Bartunek, W. .
- Holubarsch, C. J.; Colucci, W. S.; Meinertz, T.; Gaus, W.; Tendera, M.; Survival and Prognosis: Investigation of Crataegus Extract WS 1442 in CHF (SPICE) trial study group (2008). „The efficacy and safety of Crataegus extract WS 1442 in patients with heart failure: The SPICE trial”. European Journal of Heart Failure. 10 (12): 1255—1263. PMID 19019730. doi:10.1016/j.ejheart.2008.10.004..
- Pavlovic, S. V.; Sobic-Saranovic, D. P.; Beleslin, B. D.; Ostojic, M. C.; Nedeljkovic, M. A.; Giga, V. L.; Petrasinovic, Z. R.; Artiko, V. M.; Todorovic-Tirnanic, M. V.; Obradovic, V. B. (2009). „One-year follow-up of myocardial perfusion and function evaluated by gated SPECT MIBI in patients with earlier myocardial infarction and chronic total occlusion”. Nuclear Medicine Communications. 30 (1): 68—75. PMID 19306516. S2CID 22098202. doi:10.1097/MNM.0b013e32831a40dd.

Prospective Studies Collaboration* Prospective Studies Collaboration; Whitlock, G.; Lewington, S.; Sherliker, P.; Clarke, R.; Emberson, J.; Halsey, J.; Qizilbash, N.; Collins, R.; Peto, R. (2009). „Body-mass index and cause-specifi c mortality in 900 000 adults: collaborative analyses of 57 prospective studies”. Lancet. 373 (9669): 1083—96. PMC 2662372 . PMID 19299006. doi:10.1016/S0140-6736(09)60318-4.
- I. Mrdović, L. Savić, J. Peruničić, M. Ašanin, R. Lasica, J. Marinković, Z. Vasiljević, M. Ostojić, Development and Validation of a Risk Scoring Model to Predict Net Adverse Cardiovascular Outcomes after Primary Percutaneous Coronary Intervention in Patients Pretreated with 600 mg Clopidogrel: Rationale and Design of the RISK-PCI Study." J Interv Cardiol. 2009 in press
- Vukcevic, V.; Beleslin, B.; Ostojic, M.; Stojkovic, S.; Stankovic, G.; Nedeljkovic, M.; Orlic, D.; Djordjevic-Dikic, A.; Stepanovic, J.; Giga, V.; Arandjelovic, A.; Dikic, M.; Kostic, J.; Nedeljkovic, I.; Nedeljkovic-Beleslin, B.; Saponjski, J. (2009). „Quantitative evaluation of collateral circulation in patients with previous myocardial infarction: relation to myocardial ischemia, angiographic appearance and functional improvement of myocardium”. Int J Cardiovasc Imaging. 25 (4): 353—61. PMID 19160067. doi:10.1007/s10554-009-9427-4.

## Зборници радова
- M. Ostojić (edithor), Proceedings and Sillabus: International Cardiology Workshop II, Complex Angioplasty up tp Chronic Total Occlusion 2006: Clinically Integrated approach, Izdavač: Serbian Heart Foundation and School of Medicine, University of Belgrade, Belgrade 2006
- D. Orlić, V. Vukčević, G. Stanković, M. Ostojić, Acute thrombosis of left main coronary artery during intervention on circumflex coronary artery, Proceedings and Sillabus: International Cardiology Workshop II, Complex Angioplasty up tp Chronic Total Occlusion 2006: Clinically Integrated approach, Izdavač: Serbian Heart Foundation and School of Medicine, University of Belgrade, Belgrade. 87–88.
- S. Stojković, M. Ostojić, M. Dikić, N. Antonijević, Case report intrapericardial haemathoma during primary PCI, Proceedings and Sillabus: International Cardiology Workshop II, Complex Angioplasty up tp Chronic Total Occlusion 2006: Clinically Integrated approach, Izdavač: Serbian Heart Foundation and School of Medicine, University of Belgrade, Belgrade. 90–91.
- A. Aranđelović, G. Stanković, M. Grujić, M. Ostojić, Catheter tip dislodgement and coronary embolisation during diagnostic angiography, Proceedings and Sillabus: International Cardiology Workshop II, Complex Angioplasty up tp Chronic Total Occlusion 2006: Clinically Integrated approach, Izdavač: Serbian Heart Foundation and School of Medicine, University of Belgrade, Belgrade. 94–95.
- D. Orlić, G. Stanković, D. Dinčić, S. Dudak, S. Andrić, M. Ostojić, Intracoronary stent dislodgment in a patient with acute myocardial infarction when retrieval device is not available, Proceedings and Sillabus: International Cardiology Workshop II, Complex Angioplasty up tp Chronic Total Occlusion 2006: Clinically Integrated approach, Izdavač: Serbian Heart Foundation and School of Medicine, University of Belgrade, Belgrade. 96–99.
- V. Vukčevic, A. Aranđelović, S. Stojković, M. Ostojić, Coronary artery ruoture after bare metal stent implantation, Proceedings and Sillabus: International Cardiology Workshop II, Complex Angioplasty up tp Chronic Total Occlusion 2006: Clinically Integrated approach, Izdavač: Serbian Heart Foundation and School of Medicine, University of Belgrade, Belgrade. 102–103.
- M. Petrović, B. Vujisić Tešić, M. Boricić, M. Dikić, M. Ostojić, Acute myocardila infarction in a young man caused by cocain – case report, Proceedings and Sillabus: International Cardiology Workshop II, Complex Angioplasty up tp Chronic Total Occlusion 2006: Clinically Integrated approach, Izdavač: Serbian Heart Foundation and School of Medicine, University of Belgrade, Belgrade. 126–127.
- M. Ostojić, M. Nedeljković, G. Stanković, V. Vukčević, S. Stojković, B. Beleslin, J. Saponjski, D. Orlić, A. Aranđelović, P. Mitrović, M. Dikić, S. Aleksandrić, D. Dincić, B. Vujisić Tešić, M. Petrović, I. Nedeljković, Primary percutaneous coronary intervention in acute myocardial infarction with ST segment elevation, Proceedings and Sillabus: International Cardiology Workshop II, Complex Angioplasty up tp Chronic Total Occlusion 2006: Clinically Integrated approach, Izdavač: Serbian Heart Foundation and School of Medicine, University of Belgrade, Belgrade. 132.
- V. Vukčević, M. Ostojić, S. Stojković, D. Orlić, J. Saponjski, M. Nedeljković, B. Beleslin, M. Dikić, P. Mitrović, G. Stanković, Clinical Centre of Serbia experience with drug eluting stents, Proceedings and Sillabus: International Cardiology Workshop II, Complex Angioplasty up tp Chronic Total Occlusion 2006: Clinically Integrated approach, Izdavač: Serbian Heart Foundation and School of Medicine, University of Belgrade, Belgrade. 133.
- G. Stanković, M. Ostojić, M. Nedeljković, V. Vukčević, S. Stojković, B. Beleslin, J. Saponjski, D. Orlić, A. Aranđelović, P. Mitrović, M. Dikić, New classification of bifurcation lesions, Proceedings and Sillabus: International Cardiology Workshop II, Complex Angioplasty up tp Chronic Total Occlusion 2006: Clinically Integrated approach, Izdavač: Serbian Heart Foundation and School of Medicine, University of Belgrade, Belgrade. 142.
- D. Orlić, G. Stanković, V. Vukčević, S. Stojković, J. Saponjski, B. Beleslin, M. Dikić, A. Aranđelović, P. Mitrović, S. Cedović, M. Nedeljković, M. Ostojić, Treatment of bifurcation lesions in Institute for CVD Clinical Centre of Serbia, Proceedings and Sillabus: International Cardiology Workshop II, Complex Angioplasty up tp Chronic Total Occlusion 2006: Clinically Integrated approach, Izdavač: Serbian Heart Foundation and School of Medicine, University of Belgrade, Belgrade. 143.
- M. Nedeljković, M. Ostojić, B. Beleslin, I. Nedeljković, N. Milić, V. Vukčević, S. Stojković, J. Saponjski, D. Orlić, J. Stepanović, A. Đorđević Dikić, P. Mitrović, V. Giga, Relation between ergonovine induced chanfes in coronary artery diameter and lipid profile in patiente with non-significant coronary artery stenosis, Proceedings and Sillabus: International Cardiology Workshop II, Complex Angioplasty up tp Chronic Total Occlusion 2006: Clinically Integrated approach, Izdavač: Serbian Heart Foundation and School of Medicine, University of Belgrade, Belgrade. 146.
- V. Vukčević, M. Ostojić, V. Giga, J. Stepanović, A. Dikić, B. Beleslin, S. Stojković, I. Nedeljković, J. Saponjski, The safety exercise stress-echo test after drug eluting stent implantation, Proceedings and Sillabus: International Cardiology Workshop II, Complex Angioplasty up tp Chronic Total Occlusion 2006: Clinically Integrated approach, Izdavač: Serbian Heart Foundation and School of Medicine, University of Belgrade, Belgrade. 149.
- M. Ostojić, S. Stojković, G. Stanković, J. Saponjski, D. Orlić, M. Nedeljković, P. Djukić, M. Ristić, Percutaneous treatment of an ostial lesion on left maincoronary artery using a drug eluting stent with an intravascular guidance, Proceedings and Sillabus: International Cardiology Workshop II, Complex Angioplasty up tp Chronic Total Occlusion 2006: Clinically Integrated approach, Izdavač: Serbian Heart Foundation and School of Medicine, University of Belgrade, Belgrade. 153–155.
- G. Stanković, D. Orlić, V. Vukčević, M. Ostojić, Unpotected left main coronary artery in-stent restenosis treated with a drug-eluting stent, Proceedings and Sillabus: International Cardiology Workshop II, Complex Angioplasty up tp Chronic Total Occlusion 2006: Clinically Integrated approach, Izdavač: Serbian Heart Foundation and School of Medicine, University of Belgrade, Belgrade. 156.
- B. Vujisić Tešic, M. Petrović, S. Stojković, T. Potpara, M. Boricić, I. Nedeljković, M. Ostojić, the role of infarction echocardiography transcatheter closure of secundum atrial septal defects by the Amplatzer septal occluder: Initial Experience, Proceedings and Sillabus: International Cardiology Workshop II, Complex Angioplasty up tp Chronic Total Occlusion 2006: Clinically Integrated approach, Izdavač: Serbian Heart Foundation and School of Medicine, University of Belgrade, Belgrade. 163.
- T. Potpara, B. Vujisić Tešić, M. Ostojić, M. Grujić, Role of intracardiac ultrasound in interventional electrophysiology, Proceedings and Sillabus: International Cardiology Workshop II, Complex Angioplasty up tp Chronic Total Occlusion 2006: Clinically Integrated approach, Izdavač: Serbian Heart Foundation and School of Medicine, University of Belgrade, Belgrade. 164.
- B. Beleslin, M. Ostojić, V. Vukčević, S. Stojković, J. Saponjski, G. Stanković, M. Nedeljković, D. Orlić, M. Dikić, P. Mitrović, A. Aranđelović, A. Đorđević Dikić, J. Stepanović, I. Nedeljković, Z. Petrašinović, D. Sobić Saranović, N. Kozarević, S. Pavlović, The value of invasive functional parameters in patients with previous myocardial infarction: Fractional flow reserve and coronary flow reserve, Proceedings and Sillabus: International Cardiology Workshop II, Complex Angioplasty up tp Chronic Total Occlusion 2006: Clinically Integrated approach, Izdavač: Serbian Heart Foundation and School of Medicine, University of Belgrade, Belgrade. 165–166.
- A. Đorđević Dikić, B. Beleslin, M. Ostojić, J. Stepanović, V. Giga, B. Vujisić Tešić, I. Nedeljković, M. Nedeljković, V. Vukčević, S. Stojković, J. Saponski, P. Mitrović, Comparison of invasive and noninvasive assessment of coronary flow velocityreserve in patients with previous myocardial infarction before and after PCI, Proceedings and Sillabus: International Cardiology Workshop II, Complex Angioplasty up tp Chronic Total Occlusion 2006: Clinically Integrated approach, Izdavač: Serbian Heart Foundation and School of Medicine, University of Belgrade, Belgrade. 167.
- V. Giga, M. Ostojić, B. Vujisić Tesić, B. Beleslin, A. Đorđević Dikić, J. Stepanović, M. Petrović, S. Stojković, G. Stanković, I. Nedeljković, M. Nedeljković, Impact of percutaneous coronary interventions on exercise-induced changes in ischemic mitral regurgitation, Proceedings and Sillabus: International Cardiology Workshop II, Complex Angioplasty up tp Chronic Total Occlusion 2006: Clinically Integrated approach, Izdavač: Serbian Heart Foundation and School of Medicine, University of Belgrade, Belgrade. 168
- V. Vukčević, G. Stanković, D. Orlić, M. Dikić, M. Ostojić, Coronary artery perforation during PCI procedure – Report of two cases, Proceedings and Sillabus International Cardiology Workshop III “Complex Angioplasty up to Chronic Total Occlusion 2007: Clinically Integrated Approach”, 11.04.2007-14.04.2007. god. Izdavač: Serbian Heart Foundation and School of Medicine, University of Belgrade, Belgrade 2007:184.
- D. Orlić, G. Stanković, S. Stojković, M. Ostojić, An aorto-ostial pseudo-aneurysm following angioplasty of the restenotic lesion at the ostium of left main trunk after drug eluting stents implantation, Proceedings and Sillabus International Cardiology Workshop III „Complex Angioplasty up to Chronic Total Occlusion 2007: Clinically Integrated Approach”, 11.04.2007-14.04.2007. god. Izdavač: Serbian Heart Foundation and School of Medicine, University of Belgrade, Belgrade 2007:196.
- M. Dikić, G. Stanković, A. Ristić, A. Mikić, M. Ostojić, Wire capture under a stent struts during distal right coronary artery bifurcation treatment with primary PCI, Proceedings and Sillabus International Cardiology Workshop III „Complex Angioplasty up to Chronic Total Occlusion 2007: Clinically Integrated Approach”, 11.04.2007-14.04.2007. god. Izdavač: Serbian Heart Foundation and School of Medicine, University of Belgrade, Belgrade. 200–202
- G. Stanković, A. Milošević, S. Hinić, Z. Vasiljević, M. Ostojić, Emergency coronary stenting of the left main coronary artery occlusion in acute myocardial infarction, Sillabus International Cardiology Workshop III „Complex Angioplasty up to Chronic Total Occlusion 2007: Clinically Integrated Approach”, 11.04.2007-14.04.2007. god. Izdavač: Serbian Heart Foundation and School of Medicine, University of Belgrade, Belgrade. 207–211
- V.Vukčević, M. Nedeljković, M. Ostojić, Primary PCI of unprotected left main subocclusion in patient with acute anterior wall myocardial infarction, Sillabus International Cardiology Workshop III „Complex Angioplasty up to Chronic Total Occlusion 2007: Clinically Integrated Approach”, 11.04.2007-14.04.2007. god. Izdavač: Serbian Heart Foundation and School of Medicine, University of Belgrade, Belgrade. 213–216
- G. Stanković, B. Vujisić-Tešić, D. Orlić, O. Petrović, Z. Vasiljević, M. Ostojić, Primary percutaneous coronary intervention of saphenous vein graft occlusion in acute myocardial infarction, Sillabus International Cardiology Workshop III „Complex Angioplasty up to Chronic Total Occlusion 2007: Clinically Integrated Approach”, 11.04.2007-14.04.2007. god. Izdavač: Serbian Heart Foundation and School of Medicine, University of Belgrade, Belgrade. 217–220
- M. Radovanović, Z. Vasiljević, N. Radovanović, G. Stanković, D. Orlić, P. Mitrović, G. Krljanac, M. Ostojić, Recurrent myocardial infarction due to coronary stent thrombosis in a patient with clinical and biochemical resistance to aspirin and clopidogrel - a case report, Proceedings and Sillabus International Cardiology Workshop III „Complex Angioplasty up to Chronic Total Occlusion 2007: Clinically Integrated Approach”, 11.04.2007-14.04.2007. god. Izdavač: Serbian Heart Foundation and School of Medicine, University of Belgrade, Belgrade. 221–222
- B. Stefanović, Z. Vasiljević, M. Radovanović, A. Aranđelović, G. Nikčević, V. Vukosavljević, A. Milošević, D. Orlić, A. Đorđević-Dikić, M. Ostojić, The woman with aborted sudden cardiac death of arrhythmic origin and hemodynamically non significant calcified nodule in proximal LAD. Case report, Proceedings and Sillabus International Cardiology Workshop III „Complex Angioplasty up to Chronic Total Occlusion 2007: Clinically Integrated Approach”, 11.04.2007-14.04.2007. god. Izdavač: Serbian Heart Foundation and School of Medicine, University of Belgrade, Belgrade. 226–228
- J. Kostić, V. Vukčević, G. Stanković, M. Ostojić, Case report of a spontaneous coronary dissection, Proceedings and Sillabus International Cardiology Workshop III „Complex Angioplasty up to Chronic Total Occlusion 2007: Clinically Integrated Approach”, 11.04.2007–14.04.2007. god. Izdavač: Serbian Heart Foundation and School of Medicine, University of Belgrade, Belgrade 2007: 246
- S. Stojković, J. Kostić, D. Orlić, M Ostojić, A case report of the PCI in a patient with unusual origin of the right coronary artery: simultaneous wiring with 0.034 and 0.014 wires, Proceedings and Sillabus International Cardiology Workshop III „Complex Angioplasty up to Chronic Total Occlusion 2007: Clinically Integrated Approach”, 11.04.2007-14.04.2007. god. Izdavač: Serbian Heart Foundation and School of Medicine, University of Belgrade, Belgrade 2007: 250
- J. Stepanović, V. Giga, A. Đorđević–Dikić, V. Vukčević, B. Stefanović, B. Beleslin, M. Ostojić, Complete AV block with exercise and normal coronary angiogram, Proceedings and Sillabus International Cardiology Workshop III „Complex Angioplasty up to Chronic Total Occlusion 2007: Clinically Integrated Approach”, 11.04.2007-14.04.2007. god. Izdavač: Serbian Heart Foundation and School of Medicine, University of Belgrade, Belgrade. 251–253
- T. Nastasović, D. Kalimanovska-Ostrić, M. Petrović, B. Vujisić-Tesić, S. Stojković, M. Nedeljković, V. Giga, J. Ge, D. Zhou, M. Ostojić. Transcatheter closure of atrial septal defects in three patients, Proceedings and Sillabus International Cardiology Workshop III “Complex Angioplasty up to Chronic Total Occlusion 2007: Clinically Integrated Approach”, 11.04.2007-14.04.2007. god. Izdavač: Serbian Heart Foundation and School of Medicine, University of Belgrade, Belgrade. 254–255
- J. Kostić, D. Kalimanovska, V. Radojković, M. Ostojić, Case report of congenital malformation of pulmonary artery, Proceedings and Sillabus International Cardiology Workshop III „Complex Angioplasty up to Chronic Total Occlusion 2007: Clinically Integrated Approach”, 11.04.2007-14.04.2007. god. Izdavač: Serbian Heart Foundation and School of Medicine, University of Belgrade, Belgrade 2007: 256
- D. Orlić, D. Simeunović, V. Vucicević, M. Ostojić, Stent implantation in unprotected left main in a patient with acute myocardial infarction assisted by IVUS, Proceedings and Sillabus International Cardiology Workshop III „Complex Angioplasty up to Chronic Total Occlusion 2007: Clinically Integrated Approach”, 11.04.2007-14.04.2007. god. Izdavač: Serbian Heart Foundation and School of Medicine, University of Belgrade, Belgrade. 257–259
- B. Beleslin, G. Stanković, V. Vukčević, S. Stojković, D. Orlić, M. Dikić, A. Aranđelović, J. Kostić, M. Nedeljković, M. Ostojić. The use of ProGuard System for distal embolic protection in saphenous vein graft coronary interventions, Proceedings and Sillabus International Cardiology Workshop III „Complex Angioplasty up to Chronic Total Occlusion 2007: Clinically Integrated Approach”, 11.04.2007-14.04.2007. god. Izdavač: Serbian Heart Foundation and School of Medicine, University of Belgrade, Belgrade. 267–268
- M. Nedeljković, M. Ostojić, J. Balinovac, Lj. Pavić, V. Giga, A. Đorđević-Dikić, J. Stepanović, D. Lepojević, M. Krstivojević, Comparison of 16-CT and stress echocardiography in the detection of coronary artery disease, Proceedings and Sillabus International Cardiology Workshop III „Complex Angioplasty up to Chronic Total Occlusion 2007: Clinically Integrated Approach”, 11.04.2007-14.04.2007. god. Izdavač: Serbian Heart Foundation and School of Medicine, University of Belgrade, Belgrade 2007: 276
- D. Orlić, M. Ostojić, M. Nedeljković, V. Vukčević, G. Stanković, S. Stojković, A. Aranđelović, M. Dikić, J. Kostić, D. Dincić, A. Lazarević, M. Dobrić, I. Nedeljković, O. Petrović, M. Petrović, A. Djurdić, N. Radivojević, Lj. Brajković, D. Lepojević, B. Lazić, M. Radovanović, I. Mrdović, J. Perunicić, Z. Vasiljević, B. Vujisić, Mid-term clinical outcome following primary percutaneous coronary intervention in the highvolume center in the first year of its introduction in Belgrade, Serbia, Proceedings and Sillabus International Cardiology Workshop III “Complex Angioplasty up to Chronic Total Occlusion 2007: Clinically Integrated Approach”, 11.04.2007-14.04.2007. god. Izdavač: Serbian Heart Foundation and School of Medicine, University of Belgrade, Belgrade. 277–280
- B. Vujisić Tešić, I. Nedeljković, M. Ostojić, M. Petrović, M. Boricić-Kostić, A. Đorđević Dikić, V. Giga, A. Aranđelović, D. Trifunović-Zamaklar, O. Petrović, J. Stepanović, Predictors of short-term left ventricular outcome following primary percutaneous coronary intervention in the setting of acute myocardial infarction: Echocardiographic study, Proceedings and Sillabus International Cardiology Workshop III „Complex Angioplasty up to Chronic Total Occlusion 2007: Clinically Integrated Approach”, 11.04.2007-14.04.2007. god. Izdavač: Serbian Heart Foundation and School of Medicine, University of Belgrade, Belgrade 2007: 281
- M. Dobrić, M. Ostojić, Z. Vasiljević, M.A. Nedeljković, D. Orlić, B. Beleslin, G. Stanković, S. Stojković, V. Vukčević, A. Aranđelović, J. Kostić, M. Dikić, M. Lukić, B. Lazić, M. Isailović, M. Jancev, S. Petrović, “Tracing” Patients With Acute Myocardial Infarction – Methodology Used in Cath-lab of Clinical Center of Serbia, Proceedings and Sillabus International Cardiology Workshop III „Complex Angioplasty up to Chronic Total Occlusion 2007: Clinically Integrated Approach”, 11.04.2007-14.04.2007. god. Izdavač: Serbian Heart Foundation and School of Medicine, University of Belgrade, Belgrade. 282–284
- M. Dobrić, M. Ostojić, Z. Vasiljević, M.A. Nedeljković, D. Orlić, B. Beleslin, G. Stanković, S. Stojković, A. Aranđelović, J. Kostić, M. Dikić, M. Lukić, B. Lazić, M. Isailović, M. Jancev, S. Petrović, Logistics in Treatment of Acute Myocardial Infarction With Primary PCI in Cath-labs of Clinical Center of Serbia, Proceedings and Sillabus International Cardiology Workshop III „Complex Angioplasty up to Chronic Total Occlusion 2007: Clinically Integrated Approach”, 11.04.2007-14.04.2007. god. Izdavač: Serbian Heart Foundation and School of Medicine, University of Belgrade, Belgrade. 285–291
- D. Lepojević, M. Ostojić, M. Nedeljković, D. Orlić, V. Giga, Comparison of primary percutaneous coronary interventions and thrombolytic therapy in women with acute ST-elevation myocardial infartion, Proceedings and Sillabus International Cardiology Workshop III „Complex Angioplasty up to Chronic Total Occlusion 2007: Clinically Integrated Approach”, 11.04.2007-14.04.2007. god. Izdavač: Serbian Heart Foundation and School of Medicine, University of Belgrade, Belgrade 2007: 292
- A. Đorđević-Dikić, M. Ostojić, B. Beleslin, J. Stepanović, V. Giga, B. Vujisić-Tešić, I. Nedeljković, S. Stojković, M. Nedeljković, Z. Petrašinović, D. Zamaklar-Trifunović, Noninvasive assessment of coronary artery flow after CTO recanalization, Proceedings and Sillabus International Cardiology Workshop III „Complex Angioplasty up to Chronic Total Occlusion 2007: Clinically Integrated Approach”, 11.04.2007-14.04.2007. god. Izdavač: Serbian Heart Foundation and School of Medicine, University of Belgrade, Belgrade 2007: 293
- B. Beleslin, M. Ostojić, S. Stojković, V. Vukčević, G. Stanković, D. Orlić, M. Nedeljković, A. Aranđelović, J. Kostić, M. Dikić, A. Đorđević-Dikić, V. Giga, J. Stepanović, Z. Petrašinović. Evaluation of collateral circulation by fractional flow reserve in patients with previous myocardial infarction undergoing PCI, Proceedings and Sillabus International Cardiology Workshop III „Complex Angioplasty up to Chronic Total Occlusion 2007: Clinically Integrated Approach”, 11.04.2007-14.04.2007. god. Izdavač: Serbian Heart Foundation and School of Medicine, University of Belgrade, Belgrade 2007: 294
- S. Stojković, M. Ostojić, M. Nedeljković, G. Stanković, V. Vukčević, B. Beleslin, D. Orlić, A. Aranđelović, M. Dikić, J. Kostić, Restenosis prevention by oral rapamycin after bare metal stent implantation: safety and feasibility study, Proceedings and Sillabus International Cardiology Workshop III „Complex Angioplasty up to Chronic Total Occlusion 2007: Clinically Integrated Approach”, 11.04.2007-14.04.2007. god. Izdavač: Serbian Heart Foundation and School of Medicine, University of Belgrade, Belgrade 2007: 295
- M. Tešić, G. Stanković, V. Vukčević, M. Ostojić, Use of intracoronary nitroprusside to treat no-reflow phenomenon during percutaneous coronary intervention of SVG in acute myocardial infarction, Proceedings and Sillabus BelgrAde Summit of Interventional CardiologistS, BASICS, 16.04.2008-18.04.2008, Izdavač: Serbian Heart Foundation and School of Medicine, University of Belgrade, Belgrade. 30–32
- B. Beleslin, M. Ostojić, D. Orlić, M. Nedeljković, S. Stojković, G. Stanković, V. Vukčević, A. Aranđelović, M. Dikić, J. Kostić, A. Đorđević-Dikić, J. Stepanović, V. Giga, M. Dobrić, Z. Mehmedbegović, Implantation of Xtent with simultaneous interrogation of functional and anatomical significance of coronary lesions using fractional flow reserve and intravascular ultrasound, Proceedings and Sillabus BelgrAde Summit of Interventional CardiologistS, BASICS, 16.04.2008-18.04.2008, Izdavač: Serbian Heart Foundation and School of Medicine, University of Belgrade, Belgrade. 46–47
- S. Aleksandrić, G. Stanković, D. Orlić, V. Vukčević, A. Arandjelović, M. Ostojić, Stent implantation in unprotected left main in a patient with unstable angina and previous multivessel stenting, Proceedings and Sillabus BelgrAde Summit of Interventional CardiologistS, BASICS, 16.04.2008-18.04.2008, Izdavač: Serbian Heart Foundation and School of Medicine, University of Belgrade, Belgrade. 62–65
- M. Zivković, G. Stanković, V. Vukčević, M. Ostojić, Primary PCI in patient with acute anterior wall myocardial infarction and no visible LAD stump, Proceedings and Sillabus BelgrAde Summit of Interventional CardiologistS, BASICS, 16.04.2008-18.04.2008, Izdavač: Serbian Heart Foundation and School of Medicine, University of Belgrade, Belgrade. 73–75
- Z. Mehmedbegović, G. Stanković, V. Vukčević, D. Orlić, M. Ostojić, Complex multivessel percutaneous coronary intervention in patient with acute coronary syndrome, Proceedings and Sillabus BelgrAde Summit of Interventional CardiologistS, BASICS, 16.04.2008-18.04.2008, Izdavač: Serbian Heart Foundation and School of Medicine, University of Belgrade, Belgrade. 76–78
- A. Aranđelović, J. Peruničić, A. Ristić, P. Vukičević, A. Mikić, M. Kočica, B. Beleslin, V. Vukčević, M. Dikić, M. Nedeljković, J. Kostić, G. Stenković, S. Stojković, D. Orlić, M. Ostojić, Interventional cardiology and cardiac surgery a good synchronization therapy in patient with postinfarction ventricular septum defect, Proceedings and Sillabus BelgrAde Summit of Interventional CardiologistS, BASICS, 16.04.2008-18.04.2008, Izdavač: Serbian Heart Foundation and School of Medicine, University of Belgrade, Belgrade. 109–110
- V. Dedović, V. Vukčević, A. Colombo, G. Stanković, M. Ostojić, Treatment of three vessel coronary artery disease – surgery or PCI, Proceedings and Sillabus BelgrAde Summit of Interventional CardiologistS, BASICS, 16.04.2008-18.04.2008, Izdavač: Serbian Heart Foundation and School of Medicine, University of Belgrade, Belgrade. 114–116
- D. Orlić, M. Ostojić, V. Vukčević, G. Stanković, M. Nedeljković, S. Stojković, B. Beleslin, A. Aranđelović, M. Dikić, J. Kostić, E. Niksić, A. Milošević, T. Jozić, A. Aleksandrić, J. Perunicić, B. Vujisić-Tešić, Z. Vasiljević, Preliminary report on emergency interventions on left main coronary arteries: Clinical Center of Serbia Registry, Proceedings and Sillabus BelgrAde Summit of Interventional CardiologistS, BASICS, 16.04.2008-18.04.2008, Izdavač: Serbian Heart Foundation and School of Medicine, University of Belgrade, Belgrade 2008:118.
- M. Nedeljković, M. Ostojić, Z. Petrašinović, B. Beleslin, S. Stojković, G. Stanković, D. Orlić, V. Vukčević, A. Aranđelović, J. Kostić, M. Dikić, V. Giga, M. Dobrić, Z. Mehmedbegović, M. Nidžović, J. Stepanović, A. Đorđević-Dikić, S. Đedović, Beneficial effects of weekend programme on the reduction of number of patients waiting for coronary angiography in Clinical Center of Serbia, Proceedings and Sillabus BelgrAde Summit of Interventional CardiologistS, BASICS, 16.04.2008-18.04.2008, Izdavač: Serbian Heart Foundation and School of Medicine, University of Belgrade, Belgrade. 121–122
- A. Đorđević-Dikić, M. Ostojić, B. Beleslin, J. Stepanović, V. Giga, B. Vujisić-Tešić, I. Nedeljković, S. Stojković, M. Nedeljković, D. Orlić, V. Vukčević, Z. Petrašinović, Prognostic value of coronary flow reserve in medically treated patients with intermediate coronary stenosis, Proceedings and Sillabus BelgrAde Summit of Interventional CardiologistS, BASICS, 16.04.2008-18.04.2008, Izdavač: Serbian Heart Foundation and School of Medicine, University of Belgrade, Belgrade 2008:124
- I. Grozdić, V. Giga, B. Beleslin, M. Ličina, A. Đorđević-Dikić, J. Stepanović, M. Ostojić, Evaluation of ESC score and the results of exercise stress test in patients with chest pain syndrome, Proceedings and Sillabus BelgrAde Summit of Interventional CardiologistS, BASICS, 16.04.2008-18.04.2008, Izdavač: Serbian Heart Foundation and School of Medicine, University of Belgrade, Belgrade 2008:126
- M. Ličina, V. Giga, B. Beleslin, I. Grozdić, A. Đorđević-Dikić, J. Stepanović, M. Ostojić, Subjective perception vs. objective assessment of risk factors modification in patients with previous percutaneous coronary intervention, Proceedings and Sillabus BelgrAde Summit of Interventional CardiologistS, BASICS, 16.04.2008-18.04.2008, Izdavač: Serbian Heart Foundation and School of Medicine, University of Belgrade, Belgrade 2008:127
- V. Giga, M. Ostojić, D. Lepojević, S. Komnenović, S. Stojković, B. Beleslin, A. Đorđević-Dikić, J. Stepanović, M. Nedeljković, I. Nedeljković, J. Kostić, G. Stanković, V. Vukčević, Z. Vasiljević, Effects of early statin treatment on endothelial function in patients with acute myocardial infarction: Randomized study, Proceedings and Sillabus BelgrAde Summit of Interventional CardiologistS, BASICS, 16.04.2008-18.04.2008, Izdavač: Serbian Heart Foundation and School of Medicine, University of Belgrade, Belgrade 2008:128
- J. Stepanović, M. Ostojić, D. Lecić Tosevski, O. Vuković, A. Đorđević Dikić, V. Giga, B. Beleslin, I. Nedeljković, M. Nedeljković, S. Stojković, V. Vukčević, G. Stanković, D. Orlić, M. Dobrić, Z. Mehmedbegović, J. Kostić, B. Vujisić Tešić, Z. Vasiljević, Effect of mental stres test on wall motion scor index and its relationship to the severity of coronary artery disease, Proceedings and Sillabus BelgrAde Summit of Interventional CardiologistS, BASICS, 16.04.2008-18.04.2008, Izdavač: Serbian Heart Foundation and School of Medicine, University of Belgrade, Belgrade 2008:129
- T. Nastasović, D. Kalimanovska-Ostrić, B. Vujisić Tešić, S. Stojković, J. Ge, D. Zhou, M. Nedeljković, M. Ostojić, Interventional therapy for atrial septal defect associated with coronary artery disease, Proceedings and Sillabus BelgrAde Summit of Interventional CardiologistS, BASICS, 16.04.2008-18.04.2008, Izdavač: Serbian Heart Foundation and School of Medicine, University of Belgrade, Belgrade 2008:130
- T. Nastasović, D. Kalimanovska-Ostrić, B. Vujisic-Tesić, M. Petrović, S. Stojković, J. Ge, D. Zhou, M. Nedeljković, M. Ostojić, Percutaneous closure of patent arterial duct-casereport, Proceedings and Sillabus BelgrAde Summit of Interventional CardiologistS, BASICS, 16.04.2008-18.04.2008, Izdavač: Serbian Heart Foundation and School of Medicine, University of Belgrade, Belgrade 2008:132

## Награде
- 1998: Награда Браћа Карић.
- Награде и повеље Српског лекарског друштва и Медицинског факултета.[1]